# 베니토아이트
베니토아이트(Benitoite)는 푸른색의 희귀 바륨 티타늄 규산염 광물이며 열수작용에 의해 변형된 사문암에서 발견된다. 수렴 경계의 섭입 지대에서 일반적인 저온고압의 환경에서 형성된다. 베니토아이트는 단파 자외선 하에서 형광빛을 내며 밝은 파란색에서 파란빛의 흰색을 보인다.
1907년 제임스 M. 카우치(James M. Couch)에 의해 발견되었다. 카우치는 원래 이 광물이 색의 유사성 때문에 사파이어라는 강옥 광물이었을 것으로 믿었다. 1909년, 견본이 캘리포니아 대학교 버클리에 전달되었고 여기서 광물학자 조지 라우더백은 이것이 과거에 알려지지 않은 광물이었음을 알게 되었다. 강옥(사파이어)는 모스 굳기가 9로 정의된 반면 베니토아이트는 훨씬 더 연하다. 그는 캘리포니아주 샌베니토군 샌베니토강의 상류수 주변에서 발생한 것에 비추어 베니토아이트라는 이름으로 명명했다.
베니토아이트는 전 세계의 수많은 지역에서 발생하지만 보석 품질의 물질은 오직 해당 물질이 처음 발견된 베니토보석광산의 캘리포니아주에서만 볼 수 있다. 몬태나주, 아칸소주, 일본, 오스트레일리아에서 식별되었으나 이들은 조금 다른 조건 하에서 형성되었으며 대체로 부성분 광물로 간주될 정도이다. 1985년, 베니토아이트는 캘리포니아주의 공식 주 보석류로 명명되었다.